# University of Saint Mary of the Lake
La University of Saint Mary of the Lake (USML) è un'università privata di indirizzo cattolico con sede a Mundelein, nello stato americano dell'Illinois.
Il Saint Mary of the Lake Seminary fu fondato per iniziativa di William Quarter, primo vescovo di Chicago, per la formazione ecclesiastica dei candidati al sacerdozio della sua diocesi. L'istituto offriva anche corsi universitari di medicina e legge, ma tra il 1866 e il 1868, per problemi finanziari, seminario e college furono chiusi: il campus andò distrutto in un incendio nel 1871. Il seminario fu riaperto nel 1921 e nel 1926 ospitò il XXVIII congresso eucaristico internazionale. Nel 1986 assunse il nome di University of Saint Mary of the Lake.